# 帕克斯普雷里鎮區 (明尼蘇達州奧特泰爾縣)
帕克斯普雷里鎮區（英語：Parkers Prairie Township）是位於美國明尼蘇達州奧特泰爾縣的一個行政鎮區。

## 地方資料
帕克斯普雷里鎮區的面積為90.79平方千米，當中陸地面積為84.26平方千米，而水域面積為6.53平方千米。根據2020年美國人口普查的數據，當地共有人口390人，而人口密度為每平方千米4.3人。